# ヴァレリオ・スカセラッティ
ヴァレリオ・スカセラッティ（Valerio Scassellati、1979年7月24日 - ）はイタリアのレーシングドライバー。

## 経歴

### ユーロF3000
2001年と2002年のユーロ3000に出場。14レースを開始し、全体で1ポイントを獲得した。

### フォーミュラ3000
2003年にはさらに権威のある国際F3000シリーズに参戦し、新しくできたチームであるBCNコンペティションチームから出場した。チームにとっては混沌としたシーズンで、7人のドライバーが2台の車を共有していた（スカセラッティ、ロブ・グエン、アレサンドロ・ピッコロ、ウィル・ラングホーン、マーク・ハインズ、ジョヴァンニ・ベルトン、Fフレディナンド・モンファルディニ）。彼はシーズン開幕戦で13位のベストフィニッシュを果たした。

## レース記録

### 国際フォーミュラ3000
| 年   | エントラント | 1      | 2   | 3   | 4   | 5      | 6      | 7   | 8      | 9   | 10  | DC | ポイント |
| ---- | ------------ | ------ | --- | --- | --- | ------ | ------ | --- | ------ | --- | --- | -- | -------- |
| 2003 | BCN F3000    | IMO 13 | CAT | A1R | MON | NUR 15 | MAG 15 | SIL | HOC 14 | HUN | MNZ | NC | 0        |